# Gonophora raktava
Gonophora raktava es una especie de insecto coleóptero de la familia Chrysomelidae.
Fue descrita científicamente en 1999 por Basu.